# Javier Edgardo Pascual
Javier Edgardo Pascual (Buenos Aires, Provincia de Buenos Aires, Argentina, 19 de mayo de 1978) es un exfutbolista argentino. Se desempeñaba en la posición de lateral derecho. 

## Trayectoria
Nació en Merlo, Provincia de Buenos Aires, Argentina; es hijo de padre argentino y madre peruana. Debutó a la edad de 15 años en el Club Tito Drago, equipo de la segunda división del futbol peruano, tras una excelente temporada fue fichado en el año 1995 por el Deportivo Municipal en donde jugó 5 años y consiguió el campeonato de la copa Perú, además de torneos internacionales. En el año 2000 el presidente del club Ecuatoriano Deportivo Cuenca, Andrés Ortiz llegó a una negociación con el Deportivo Municipal de Perú y adquirió la carta pase y el fichaje del jugador. Jugo 3 años en el Deportivo Cuenca y otros 2 en el equipo de segunda división del  Real Cartagena  de Colombia, marcando 20 goles.
Regresó al futbol ecuatoriano en el año 2007 en un club de reciente creación la Liga de Quito donde jugó 5 años y logró el título Alberto Spencer y el ascenso a la primera división del futbol ecuatoriano.
Al final de su carrera jugó en Perú en el Club Academia Deportiva Cantolao y Club Regatas Lima hasta el año 2015 en donde se retiró del futbol profesional, posteriormente tuvo un paso fugaz por el futbol sala en España y tras varias lesiones y para el año 2020 hizo su último fichaje en Ecuador en el club amateur Olon FC en donde se retira del futbol.

## Clubes
| Club                                           | País     | Año       | PJ (G)  |
| ---------------------------------------------- | -------- | --------- | ------- |
| Tito Drago F.C.                                | Perú     | 1993-1995 | 98 (10) |
| Deportivo Municipal (2da division)             | Perú     | 1995-2000 | 125 (6) |
| Deportivo Cuenca (Segunda División)            | Ecuador  | 2000-2003 | 45 (9)  |
| Real Cartagena                                 | Colombia | 2004-2006 | 78 (20) |
| Liga de Quito (Segunda División)               | Ecuador  | 2007-2011 | 86 (4)  |
| Academia Deportiva Cantolao (Segunda División) | Perú     | 2011-2012 | 20 (3)  |
| Club Regatas Lima                              | Perú     | 2013-2015 | 32(0)   |
| Olon F.C                                       | Ecuador  | 2020-2021 | 5 (1)   |

## Palmarés

### Campeonatos nacionales
| Título           | Club                             | País    | Año  |
| ---------------- | -------------------------------- | ------- | ---- |
| Copa Perú        | Deportivo Municipal              | Perú    | 1995 |
| Copa Guayas      | Deportivo Cuenca                 | Ecuador | 2002 |
| Alberto Spencer  | Liga de Quito (Segunda División) | Ecuador | 2008 |
| Copa la Libertad | Olon F.C                         | Ecuador | 2020 |